# Estação Cândido dos Reis

A Cândido dos Reis é parte do Metro do Porto.